# Az Amerikai Virgin-szigetek az 1968. évi nyári olimpiai játékokon
Az Amerikai Virgin-szigetek a mexikói Mexikóvárosban megrendezett 1968. évi nyári olimpiai játékok egyik részt vevő nemzete volt. Az országot az olimpián 3 sportágban 6 sportoló képviselte, akik érmet nem szereztek. Az Amerikai Virgin-szigetek első alkalommal vett részt az olimpiai játékokon.

## Atlétika
Férfi
| Versenyző       | Versenyszám | Előfutam | Előfutam | Előfutam | Negyeddöntő | Negyeddöntő | Negyeddöntő | Elődöntő | Elődöntő | Elődöntő | Döntő   | Döntő    |
| Versenyző       | Versenyszám | Idő      | Hely.    | Össz.    | Idő         | Hely.       | Össz.       | Idő      | Hely.    | Össz.    | Idő     | Helyezés |
| --------------- | ----------- | -------- | -------- | -------- | ----------- | ----------- | ----------- | -------- | -------- | -------- | ------- | -------- |
| Carl Plaskett   | 200 m       | 21,29    | 6.       | 32.      | kiesett     | kiesett     | kiesett     | kiesett  | kiesett  | kiesett  | kiesett | kiesett  |
| Franklin Blyden | 110 m gát   | 14,74    | 5.       | 28.      |             |             |             | kiesett  | kiesett  | kiesett  | kiesett | kiesett  |

## Súlyemelés
| Versenyző      | Versenyszám | Nyomás   | Nyomás   | Szakítás | Szakítás | Lökés    | Lökés    | Összesen | Helyezés |
| Versenyző      | Versenyszám | Eredmény | Helyezés | Eredmény | Helyezés | Eredmény | Helyezés | Összesen | Helyezés |
| -------------- | ----------- | -------- | -------- | -------- | -------- | -------- | -------- | -------- | -------- |
| Leston Sprauve | +90 kg      | 150,0    | 11.      | 140,0    | 11.      | 177,5    | 11.      | 467,5    | 12.      |

## Vitorlázás
Nyílt
| Versenyző                 | Versenyszám     | Futam | Futam | Futam | Futam  | Futam | Futam | Futam | Pontszám | Helyezés |
| Versenyző                 | Versenyszám     | 1     | 2     | 3     | 4      | 5     | 6     | 7     | Pontszám | Helyezés |
| ------------------------- | --------------- | ----- | ----- | ----- | ------ | ----- | ----- | ----- | -------- | -------- |
| Per Dohm                  | Finn dingi      | 34,0  | 28,0  | 33,0  | (38,0) | 37,0  | 34,0  | 31,0  | 197,0    | 32.      |
| John Hamber Rudy Thompson | Repülő hollandi | 23,0  | 29,0  | 28,0  | (33,0) | 32,0  | 30,0  | 30,0  | 172,0    | 25.      |